# Santervás de Campos
Santervás de Campos és un municipi de la província de Valladolid a la comunitat autònoma espanyola de Castella i Lleó. Per aquesta localitat passa el Camí de Sant Jaume de Madrid.

## Demografia
| Evolució demogràfica a Santervas de Campos | Evolució demogràfica a Santervas de Campos | Evolució demogràfica a Santervas de Campos | Evolució demogràfica a Santervas de Campos | Evolució demogràfica a Santervas de Campos |
| 1991                                       | 1996                                       | 2001                                       | 2004                                       | 2010                                       |
| ------------------------------------------ | ------------------------------------------ | ------------------------------------------ | ------------------------------------------ | ------------------------------------------ |
| 199                                        | 173                                        | 156                                        | 148                                        | 141                                        |

## Terme municipal
El terme municipal de Santervás de Campos està integrat, a més del municipi de capçalera homònima, per les pedanies de Zorita de la Loma i Villacreces.

### Zorita de la Loma
Localitat d'escassa població situada a poca distància de la localitat de Villada. El seu caseriu es distribueix al voltant d'una petita plaça. L'església i el dipòsit d'aigua són els edificis que destaquen entre les simples cases.

### Villacreces
Villacreces és un poble abandonat on els edificis estan en ruïnes, a excepció de la torre mudèjar. Aquesta torre és l'element més característic de la zona i es pot veure des dels voltants. La millor manera d'accedir a Villacreces és a través d'un camí que parteix de la localitat lleonesa de Arenillas de Valderaduey.

## Festes
- La Truita del dia de Sant Blai. 3 febrer

- Sants Gervasi i Protasi. 19 i 20 de juny (Festes Patronals)

- Mare de Déu del Pilar. Octubre 12

- Festes de l'Absent. Agost. Diverses activitats culturals, lúdiques i festives.

## Govern municipal
Actual distribució de l'Ajuntament
| Partit Popular (PP) | 5 |

## ATC
El municipi de Santervás de Campos va presentar la candidatura per albergar el Magatzem Temporal Centralitzat de Residus Nuclears (amb les sigles en castellà ATC). Durant tot aquest temps hi ha hagut nombroses campanyes en contra de la instal·lació del ATC en Tierra de Campos promogudes per la Plataforma Anticementiri Nuclear Tierra de Campos Viva.

## Personalitats
- Juan Ponce de León, governador de Puerto Rico. Es creu que va néixer el 8 d'abril de 1460 i va morir a Cuba el juliol de 1521. Se'l considera el conqueridor, per a la Corona de Castella, de Puerto Rico i el descobridor de Florida.
- Francisco de Villagra, conqueridor i governador de Xile.
- Santiago Valcarce Martínez, jurista [cal citació]